# Мавзолей Алламбердара (Альмутасира)
Мавзолей Алламбердара (Альмутасира)  (туркм. Allamberdar aramgähi) — расположен в Туркменистане на территории Керкинского этрапа Лебапского велаята. Мавзолей Алламбердар входит в состав древнего города Керки Южного Лебапского велаята, а здания мавзолея - самые крупные из сохранившихся ранних построек Северного Хорасана. Это монументальное сооружение было возведено в XI веке и относится к выдающимся памятникам архитектуры..